# Пужайтис, Вацловас Юлиёнович
Вацловас Юлиёнович Пужайтис — советский литовский хозяйственный деятель, Герой Социалистического Труда.

## Биография
Родился в 1925 году в Пилвеляе. Член КПСС с 1970 года.
В 1948—1987 — составитель поездов станции Радвилишкис Прибалтийской железной дороги в Литовской ССР.
Указом Президиума Верховного Совета СССР от 4 августа 1966 года присвоено звание Героя Социалистического Труда с вручением ордена Ленина и золотой медали «Серп и Молот».
Умер в Радвилишкисе после 1987 года.

## Награды и звания
- Герой Социалистического Труда (04.08.1966)
- Орден Ленина (04.08.1966)